# Гарник, Николай Васильевич
Николай Васильевич Гарник (укр. Микола Васильович Гарник; род. 1 января 1958, Степовое, Тетиевский район, Киевская область, Украинская ССР, СССР) — советский и украинский юрист, государственный советник юстиции 1-го класса. В 2002 году исполнял обязанности генерального прокурора Украины, заслуженный юрист Украины.

## Биография
После окончания средней школы работал в местном колхозе «Прогресс» и одновременно учился на курсах шофёров-профессионалов. Призвали в ряды Советской армии, где служил в Пограничных войсках КГБ. После службы в армии поступает в Харьковский юридический институт, который окончил в 1982 году c отличием. Становится помощником прокурора в Броварском районе Киевской области, с 1987 года прокурор Броваров Киевской области, а в 1997 году заместитель и вскоре прокурор Киева. С декабря 1997 по июль 1998 года первый заместитель прокурора Киевской области, после чего с июля 1998 по август 1999 года прокурор Киевской области. С 2000 года член координационного совета по вопросам государственной службы при президенте Украины. Участвовал в защите доклада Украины на 73-й сессии Комитета ООН по правам человека в 2001 в Женеве. С 30 апреля по 6 июля 2002 года исполнял обязанности генерального прокурора Украины, затем назначен первым заместителем такового. После чего, не проработав на этой должности и месяца, с явным понижением должности назначен первым заместителем прокурора столицы. 22 февраля 2011 года переведён на должность броварского межрайооного прокурора, а 9 сентября 2014 года уволен в отставку.

## Хобби
Увлекается футболом.